# Ханькан, Константин Алексеевич
Константи́н Алексе́евич Ханька́н (3 июня 1943 — 17 марта 2021) — дальневосточный советский, российский, эвенский писатель.

## Биография
Родился в селе Камешки Северо-Эвенского района Магаданской области в семье оленеводов-эвенов. Рано оставшись без матери, как и другие дети кочевников, жил и учился в школе-интернате, на летних каникулах помогая отцу пасти стада оленей. В возрасте 10 лет уже самостоятельно оставался на ночные дежурства, сохраняя оленей от волков и медведей. После школы окончил двухгодичное училище механизации № 17 на ст. Сита Хабаровского края, стал специалистом в хозяйстве, в котором при объединении двух колхозов купили тракторы, но технику некому было обслуживать. Отслужив три с половиной года в армии, вернулся в село Гижигу. Потом поступил в Магаданский сельскохозяйственный техникум, затем окончил Приморский сельскохозяйственный институт, получил профессию «зоотехник-инженер». Долгое время работал в совхозе «Рассвет Севера», прошел путь от пастуха-учетчика оленеводческой бригады и ветеринарного фельдшера в селе Гижига до старшего зоотехника-селекционера, главного зоотехника Северо-Эвенского района. Был председателем районного Совета народных депутатов и затем, вплоть до ухода на пенсию — заместителем главы администрации района по сельскому хозяйству.
После ухода на пенсию трудился тренером-преподавателем по вольной борьбе в Северо-Эвенской детско-юношеской спортивной школе, учителем оленеводства в средней школе.
Константин Ханькан был активистом Магаданской областной общественной Ассоциации коренных малочисленных народов Севера. Его труд в 2006 году был отмечен Благодарностью за сохранение лучших традиций малочисленных народов Севера и вклад в развитие литературы Северо-Востока.
Также Константин Ханькан — дипломант VII, IX, X и обладатель гран-при XI открытого международного литературного конкурса имени Ю. С. Рытхэу. Лауреат премии губернатора Магаданской области 2008 г. «Лучшему хранителю национальных традиций малочисленных народов Севера».

## Творчество
Свои первые рассказы начал писать в 1973 году, а уже с 1974-го стал регулярно печатался в газетах «Магаданская правда», «Магаданский комсомолец», «Маяк Севера» и в различных районных газетах. Пресса публиковала его рассказы о природе, животных, людях и случаи из жизни, то, что сам видел, что друзья рассказывали. Рассказы Константина Ханькана также публиковались в журналах «Колымские просторы», «Дальний Восток», «Охота и рыбалка. XXI век», «Родное Приамурье».
Первая книга писателя под названием «Живой поток» вышла в 2007 году. В ней — рассказы об уникальных природных явлениях, о животном мире и об особом мире мужественных людей Севера. В рассказах автор акцентировал внимание на тонких деталях, на уникальности, присущей суровой природе, в описании деревьев, ручейков, явлений природы, хищников, храбрых орлов, снежных баранов, повадки которых хорошо знал, подкупал правдивостью, искренностью.
В 2014 году в магаданском издательстве «Охотник» вышел двухтомник Константина Ханькана «Кэлками» и «Долгий путь», отмеченный дипломом Дальневосточной книжной выставки-ярмарки «Печатный двор» во Владивостоке.

«Произведения, собранные в двухтомнике, — не просто охотничьи повести и рассказы. Это чистый и цельный взгляд на природу, на тундру, океан, зверей и людей, это настоящее, а не какое-то выдуманное всеединство, подмеченное зорким глазом и запечатленное уверенной рукой мастера северной прозы».— Борис Евсеев, председатель жюри литературного конкурса имени Ю. С. Рытхэу
Многие его рассказы и книги иллюстрированы самим автором.
Произведения писателя прочно вошли в сокровищницу литературы региона, они ценны уникальным этничным и целостным восприятием Севера, необычным языком, актуальностью проблематики и красотой поэтической формы.

## Основные издания
- Живой поток : рассказы, легенды и предания земли эвенской / К. А. Ханькан; [предисл. В. И. Данилушкина; оформ.: А. В. Мягков , К. А. Ханькан]. — Магадан : Новая полиграфия, 2007. — 175 с.
- Кэлками : [сб. повестей]. Т. 1. Кэлками ; Первая путина : повести / К. А. Ханькан; [ил. авт; ред. Г. Д. Ибрагимова]. — Магадан : Охотник, 2014. — 284 с.
- Долгий путь : [повесть, рассказы]. Т. 2. Коси коса, пока роса : повесть ; Рассказы / К. А. Ханькан; [ил. авт. ; ред. Г. Д. Ибрагимова]. — Магадан : Охотник, 2014. — 289 с.

### Некоторые публикации в сборниках, периодических изданиях[3]
- На Новый год! На Новый год! : [рассказ] / К. А. Ханькан // Магадан. правда. — 2010. — 22 янв. — С. 18-19 : фот.
- Бараны : [рассказ] / К. А. Ханькан // Магадан. правда. — 2010. — 12 февр. — С. 19.
- Тундровые будни : рассказ / К. А. Ханькан // Магадан. правда. — 2011. — 1 июля. — С. 19.
- Корм для белок и птиц : рассказ / К. А. Ханькан // Магадан. правда. — 2011. — 6 мая. — С. 20 : фот.
- Осенняя охота : картинки с натуры / К. А. Ханькан // Дальний Восток. — 2011. — № 4. — С. 112—125.
- Рассказы / К. А. Ханькан // Дальний Восток. — 2012. — № 2. — С. 107—122. — Содерж.: Новый год в тайге у костра в пургу и… в одиночку ; Буйный пассажир.
- Катания на собачьих упряжках : [рассказ] / К. А. Ханькан // Магадан. правда. — 2013. — 4 янв. — С. 18 : портр.
- Ако и Кэлками : [рассказ] / К. А. Ханькан // Магадан. правда. — 2013. — 1 марта. — С. 18.
- Ночной дозор : [очерк-воспоминание о стоянках в оленьих стадах] / К. А. Ханькан // Охота и рыбалка-XXI век. — 2013. — № 4. — С. 84-92 : цв. фот.
- Белый трофей : [рассказ] / К. А. Ханькан // Дальний Восток. — 2014. — № 3. — С. 149—152.
- Медведь на стоянке : [рассказ] / К. А. Ханькан // Магадан. правда. — 2014. — 31 окт. — С. 19.
- А гуси летят : [рассказ] / К. А. Ханькан // Магадан. правда. — 2014. — 8 авг. — С. 19.
- Утэ — пес Кэлками : [рассказ] / К. А. Ханькан // Магадан. правда. — 2014. — 18 апр. — С. 19.